# Allocapnia ohioensis
Allocapnia ohioensis is een steenvlieg uit de familie Capniidae. De wetenschappelijke naam van de soort is voor het eerst geldig gepubliceerd in 1964 door Ross & Ricker.